# Dương Thụ Thành
Dương Thụ Thành (tiếng Trung: 楊受成, tiếng Anh: Albert Yeung Sau-shing, sinh ngày 3 tháng 3 năm 1943) là một nam tỷ phú, doanh nhân, trùm tư bản kiêm nhà sản xuất điện ảnh người Hồng Kông.
Ông được mọi người biết đến với tư cách là người sáng lập và hiện là chủ tịch đương nhiệm của một trong những tập đoàn giải trí bậc nhất Hồng Kông - Tập đoàn Anh Hoàng.